# Trine Bakke
Trine Bakke-Rognmo (Trondheim, 11 de enero de 1975) es una deportista noruega que compitió en esquí alpino.
Ganó una medalla de bronce en el Campeonato Mundial de Esquí Alpino de 1999, en la prueba de eslalon. En la Copa del Mundo consiguió dos victorias y diez podios en total.

## Palmarés internacional
| Campeonato Mundial | Campeonato Mundial                 | Campeonato Mundial | Campeonato Mundial |
| Año                | Lugar                              | Medalla            | Prueba             |
| ------------------ | ---------------------------------- | ------------------ | ------------------ |
| 1999               | Vail/Beaver Creek (Estados Unidos) | Medalla de bronce  | Eslalon            |